# Live from SoHo (album Linkin Park)
Live from SoHo – minialbum zespołu Linkin Park, wydany w 2008 roku. Znajdują się na nim piosenki z Minutes to Midnight, grane podczas pobytu w SoHo, oraz utwór My December (utwór pochodzący z reedycji albumu Hybrid Theory oraz z singla One Step Closer; znalazł się on także jako ostatnia kompozycja na ep-ce Underground V2.0).

## Spis utworów
| #  | Tytuł               | Długość |
| -- | ------------------- | ------- |
| 1. | "Wake"              | 1:39    |
| 2. | "Given Up"          | 3:28    |
| 3. | "Shadow of the Day" | 4:16    |
| 4. | "My December"       | 3:51    |
| 5. | "In Pieces"         | 3:59    |
| 6. | "Bleed It Out"      | 3:26    |

## Twórcy
- Chester Bennington – wokale główne (oprócz "Wake"); gitara rytmiczna ("Shadow of the Day")
- Mike Shinoda – gitara rytmiczna ("Wake", "Given Up", "In Pieces", "Bleed It Out"), wokale, syntezator ("Shadow of the Day", "My December", "In Pieces")
- Brad Delson – gitara prowadząca (oprócz "My December")
- Dave Farrell – bas (oprócz "My December")
- Joe Hahn – turntablizm, sampler (oprócz "My December")
- Rob Bourdon – perkusja (oprócz "My December")